# Pendleburyella vicina
Pendleburyella vicina är en insektsart som beskrevs av Lucien Chopard 1969. Pendleburyella vicina ingår i släktet Pendleburyella och familjen syrsor. Inga underarter finns listade i Catalogue of Life.